# Eduard Hoffmann (Sportjournalist)
Eduard Hoffmann (* 19. August 1956) ist ein deutscher Sport- und Kulturjournalist.
Hoffmann arbeitet seit 1987 als Hörfunk- und Printjournalist unter anderem für den Belgischen Rundfunk, Eupen, für den WDR-Hörfunk sowie für weitere ARD-Sender (SWF, SDR, SR, NDR, SFB, RB) und für DLR Kultur (Berlin) und DLF (Köln).
Hoffmann veröffentlichte zudem Bücher zur Sportgeschichte und Fußballthemen wie dem Frauenfußball.

## Werke
- Vom Spielkaiser zu Bertis Buben. (mit Jürgen Nendza), Verlag Landpresse, Weilerswist 1999 ISBN 978-3-930137-84-8
- Verlacht, verboten und gefeiert. Zur Geschichte des Frauenfußballs in Deutschland. (mit Jürgen Nendza) Landpresse, Weilerswist 2005 ISBN 978-3-935221-52-8.